# Routledge Encyclopedia of Philosophy
 (juin 2017).
Routledge Encyclopedia of Philosophy est une encyclopédie de philosophie éditée par Edward Craig qui fut le premier à être publié chez Routledge en 1998  (ISBN 978-0415073103). Elle fut originellement publiée en 10 volumes imprimés puis en CD-ROM en 2002.

Deux éditions en un seul volume de l'encyclopédie ont été publiées, The Concise Routledge Encyclopedia of Philosophy, publiée pour la première fois en 1999  (ISBN 978-0415223645), et The Shorter Routledge Encyclopedia of Philosophy, publiée pour la première fois en 2005  (ISBN 978-0415324953). La version concise comporte le même nombre d'entrées que l'ensemble en dix volumes, chaque entrée de la version concise étant le résumé du sujet qui précède chaque article de l'ouvrage en dix volumes. La version abrégée compte plus de 900 articles, chacun d'entre eux étant plus approfondi que l'article correspondant (s'il existe) dans l'encyclopédie concise.